# Daniel Badani
Daniel Badani, né à Vincennes  le 19 juin 1914, mort le 15 juin 2006 à Neuilly-sur-Seine, est un architecte français.

## Biographie
Né à Vincennes en 1914, il passe son enfance à Puy-en-Velay, puis monte à Paris en 1933, et travaille dans l'atelier d'Eugène Beaudouin. Après avoir été mobilisé en 1939 et 1940, avoir fait la bataille de France en 1940 et avoir été blessé, il retrouve le cabinet d'Eugène Beaudoin à Marseille. Il passe avec succès le concours d'architecte en chef des bâtiments civils et palais nationaux,.
Dans un premier temps, il travaille dans le secteur public, comme inspecteur général adjoint de l'urbanisme à la Direction de l'aménagement du territoire du Languedoc-Roussillon. Il est également professeur à l’École des Beaux-Arts de Montpellier. 
Trois ans plus tard, il quitte administration pour se lancer comme architecte, et assez vite, s'associe avec Pierre Roux-Dorlut en 1946. Grâce aux contacts gardé dans l'administration, il devient un architecte référencé par le Ministère des territoires de l'outre-mer, permettant au cabinet d'être très actif en Afrique-Occidentale française de 1950 à 1958, juste avant l'accès à l'indépendance et la décolonisation progressive. Daniel Badani et Pierre Roux-Dorlut réalisent notamment des plans d'urbanisme et des édifices à Abidjan et Dakar, comme le bâtiment du Grand Conseil de l'Afrique-Occidentale française de Dakar (devenu depuis le bâtiment de l'Assemblée nationale sénégalaise) ou le Palais de justice d'Abidjan. Revenus en France, ils sont également sollicités et retenus sur de grandes commandes publiques : l'aménagement du « nouveau Créteil », au moment de la création du département du Val-de-Marne, avec la construction de la préfecture de 1968 à 1970, des Archives départementales du Val-de-Marne de 1972 à 1974 et du Palais de justice de Créteil de 1976 à 1978. Dans la région parisienne, ils sont aussi les auteurs du grand ensemble les Carreaux, à Villiers-le-Bel, ainsi que du hall d'entrée de l'hôpital Saint-Louis, du jardin Tino Rossi, de la tête du pont de Sèvres, du Musée de la sculpture en plein air, du viaduc autoroutier de Saint-Cloud (1974), de la tour Gambetta à La Défense (1975). En province, ils ont réalisé de grands ensembles scolaires et universitaires à Béziers et Clermont-Ferrand,. Techniquement, ils ont travaillé notamment sur l'orientation des immeubles et leur ventilation naturelle, et utilisés assez souvent le principe du mur-rideau assez caractéristique des années 1960.
Daniel Badani a été aussi architecte conseil de l'Établissement public pour l'aménagement de la région de la Défense (EPAD), avec Robert Auzelle et Robert Camelot, de 1970 à 1972. Il s'est démis de cette fonction en 1972, à la suite d'un désaccord sur un projet d'évolution de ce quartier de La Défense. Il a été membre d'autres organismes, notamment de la Commission nationale des opérations immobilière et de l'architecture, de la Mission Interministérielle pour la Qualité des Constructions publiques (MIQCP), et de la Commission départementale des sites, pour Paris, dans les années 1970, amené à ce titre à se prononcer sur les projets d'aménagement de la capitale durant cette période, dont l'aménagement du quartier des Halles. En 1980, il participe au concours d'architecture pour la Cité des sciences et de l'industrie. Il perd dans l'arbitrage final, sur un choix du président Valéry Giscard d'Estaing, face à Adrien Fainsilber.